# Кочани (Північна Македонія)
Ко́чани (мак. Кочани [ˈkɔtʃani] ( прослухати)) — місто в Північній Македонії, адміністративний центр громади Кочани. Чисельність населення місто згідно з переписом 2021 року — 24 632 осіб.
Місто розташоване в північно-східній частині країни, в 65 км від кордону з Болгарією. Висота над рівнем моря — від 350 до 420 м.

## Історія
Місто засноване в 1337 році.

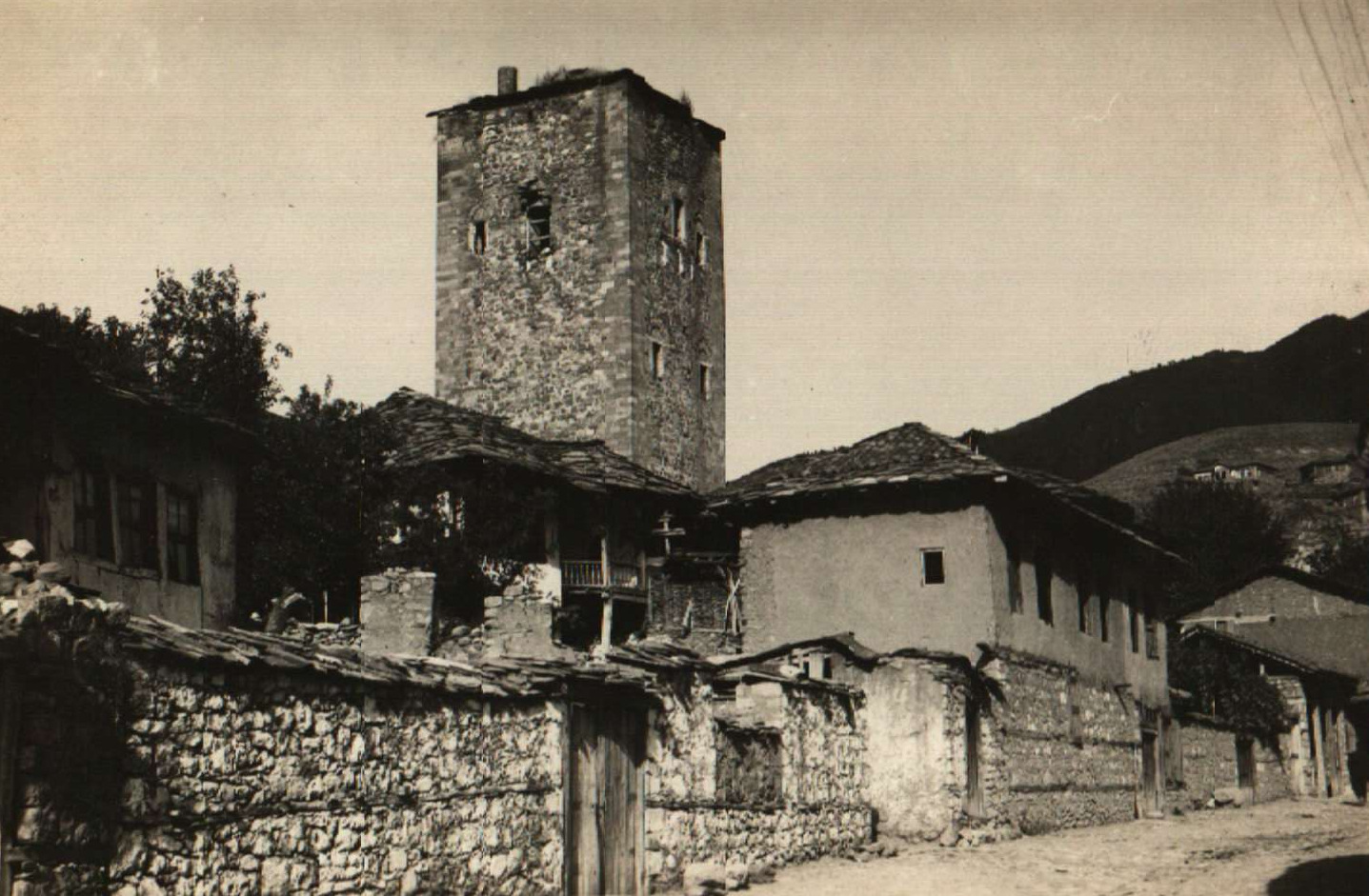
Кочани, 1942 рік

В ХІХ столітті Кочани були заселені болгарами (тепер македонці) і турки приблизно в рівній кількості, в 1900 року тут проживало 5950 жителів, із яких: 2800 болгар-християн, 2600 турків, 40 арнаутів-мусульман, 150 влахів і 360 циган. В 1905 році 4232 жителів села були прихожанами церкви Болгарського екзархату, 64 — церкви Сербського Патріархату, 5 — греків, 210 влахів і 174 циган, у місті були три болгарських, грецьких, волоських і сербських школи.

## Населення
| 1900    | 1948    | 1953    | 1961     | 1971     | 1981     | 1991     | 1994     | 2002     | 2021     |
| ------- | ------- | ------- | -------- | -------- | -------- | -------- | -------- | -------- | -------- |
| ▲ 5 950 | ▲ 6 657 | ▲ 8 034 | ▲ 11 011 | ▲ 17 257 | ▲ 23 378 | ▲ 27 236 | ▼ 26 364 | ▲ 28 830 | ▼ 24 632 |

Етнічна структура населення в місті за переписом населення 2021 року:
- македонці — 20 229 осіб — 82,12%
- цигани — 1 892 особи — 7,68%
- арумуни — 169 осіб — 0,69%
- турки — 138 осіб — 0,56%
- серби — 36 осіб — 0,15%
- албанці — 12 осіб — 0,04%
- боснійці — 11 осіб — 0,05%
- інші — 118 осіб — 0,48%
- невідомо — 2 027 осіб — 8,23%

Мовна структура населення в місті за переписом населення 2002 року:
- македонська — 25 832 особи — 91,18%
- турецька — 1 487 осіб — 5,25%
- циганська — 757 осіб — 2,67%
- арумунська — 145 осіб — 0,51%
- сербська — 54 особи — 0,192%
- албанська — 1 особа — 0,004%
- боснійська — 1 особа — 0,004%
- інші — 53 особи — 0,19%

Конфесійна структура населення в місті за переписом населення 2002 року:
- православні — 25 448 осіб — 88,27%
- мусульмани — 2 272 особи — 7,88%
- католики — 21 особи — 0,07%
- протестанти — 31 особи — 0,11%
- інші — 558 осіб — 1,94%